# 埃托日
埃托日（法語：Étoges，法語發音：[etɔʒ]）是法国马恩省的一个市镇，属于埃佩尔奈区。

## 地理
埃托日（48°52'47"N, 3°51'19"E）面积14.57 平方千米，位于法国大東部大區马恩省，该省份为法国东北部内陆省份，北起阿登省，西北接埃纳省，西南接塞纳-马恩省，南至奥布省，东南接上马恩省，东临默兹省。
与埃托日接壤的市镇（或旧市镇、城区）包括：蒙莫尔-吕西、博奈、孔日、费尔布里扬日、布里地区卢瓦西、韦尔-土伦。

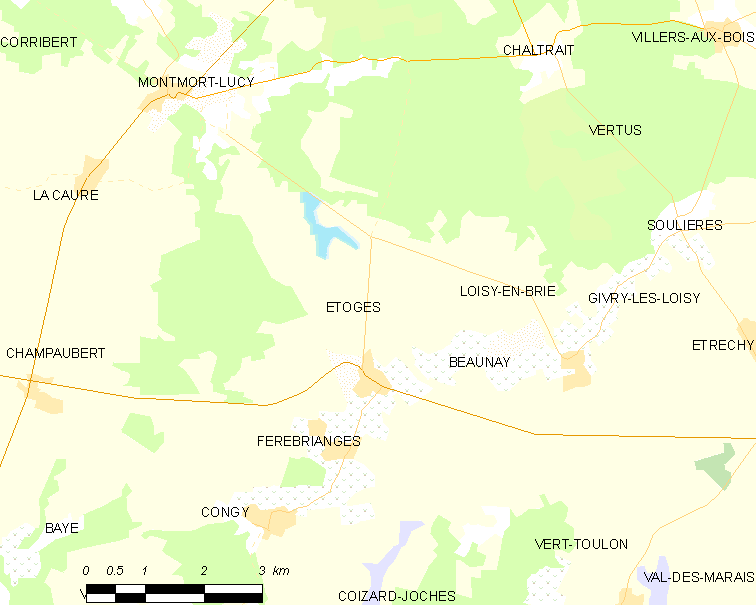
埃托日的OSM定位图

埃托日的时区为UTC+01:00、UTC+02:00（夏令时）。

## 行政
埃托日的邮政编码为51270，INSEE市镇编码为51238。

## 政治
埃托日所属的省级选区为多尔芒-香槟景县。

## 人口

1962-2008年间埃托日人口变化图示

埃托日于2022年1月1日时的人口数量为417人。